# Lipocosma sicalis
Lipocosma sicalis là một loài bướm đêm trong họ Crambidae.